# Torella del Sannio
Torella del Sannio é uma comuna italiana da região do Molise, província de Campobasso, com cerca de 897 habitantes. Estende-se por uma área de 16 km², tendo uma densidade populacional de 56 hab/km². Faz fronteira com Casalciprano, Castropignano, Duronia, Fossalto, Frosolone (IS), Molise, Pietracupa.

## Demografia
| Variação demográfica do município entre 1861 e 2011                               |
|                                                                                   |
| Fonte: Istituto Nazionale di Statistica (ISTAT) - Elaboração gráfica da Wikipedia |